# Protipřenos
Protipřenos (z ang. counter-transference) je komunikační porucha, která nastává mezi dvěma subjekty (nadřízený – podřízený, rodič – dítě, lékař – pacient, prodavač – zákazník apod.), pokud je chování jednoho subjektu („nositel“) ovlivněno jeho minulými vztahy. Jeho reakce na druhý subjekt („klient“) jsou potom zkreslené vzhledem k nevyřešeným otázkám z minulosti. Protipřenos je častý a podceňovaný jev, se kterým musíme počítat a pracovat s ním.

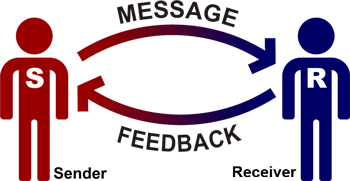
Základní schéma interpersonální komunikace

## Přenos
Pojem „protipřenos“ úzce souvisí s pojmem „přenos“. Přenos je vztah mezi nositelem a klientem, kdy klient přenáší na nositele své minulé zkušenosti, vztahy, city, apod. V takovéto situaci může vzniknout přenosová neuróza – přenesení zkušeností a citů do vztahu k nositeli. Nejde jen o iluzivní vnímání druhé osoby, přenos často obsahuje nevědomé potřeby manipulovat s lidmi či vyprovokovat situace, v nichž se skrytě opakují zkušenosti s dřívějšími vztahy.

## Sigmund Freud a psychoanalýza

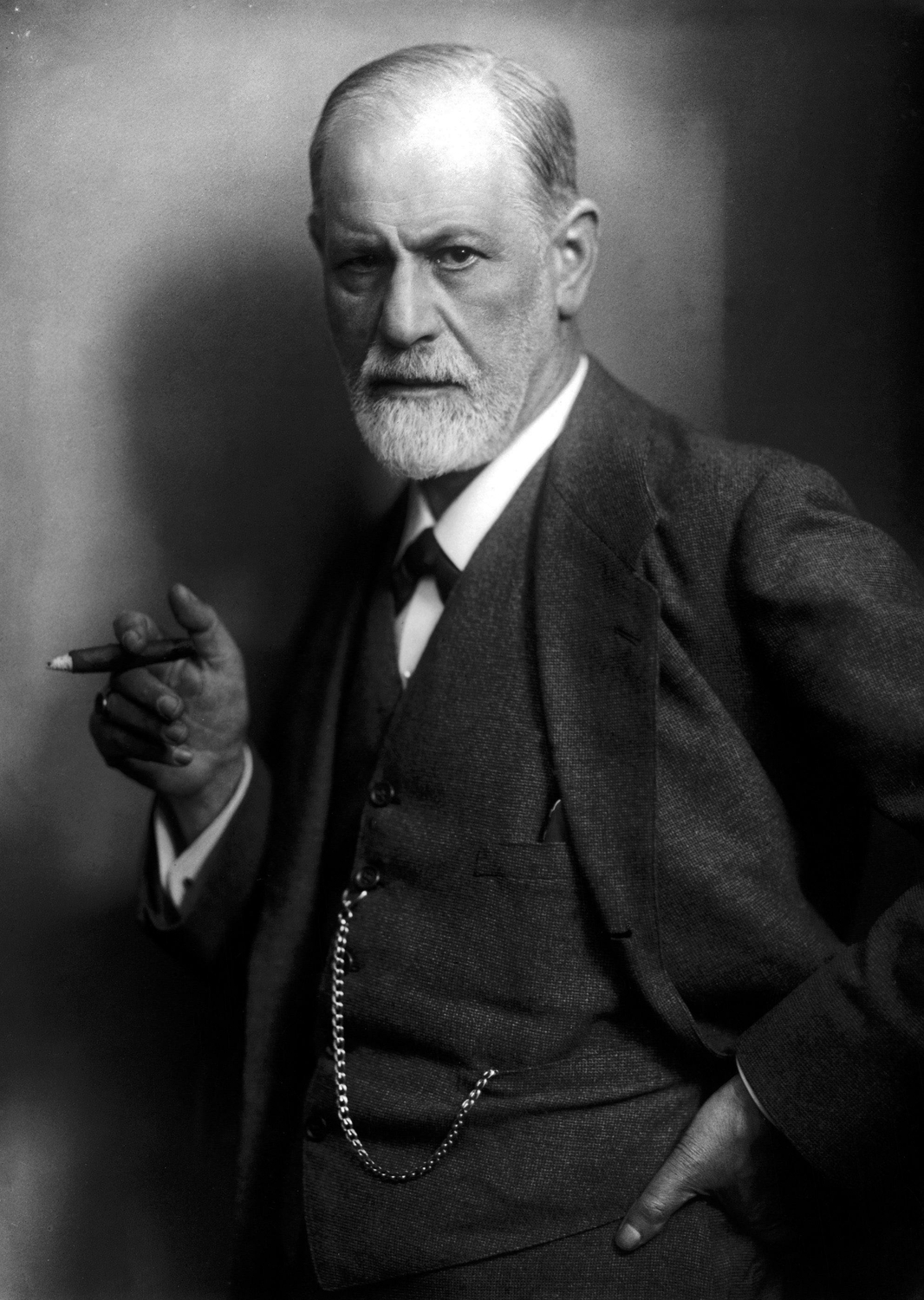
Sigmund Freud

Pojem „protipřenos“ použil jako první známý psychoanalytik Sigmund Freud. Uvedl, že protipřenos vzniká vlivem pacienta na analytikovy nevědomé pocity, jehož příčinou jsou analytikovy komplexy a vnitřní odpor, a jehož důsledkem je pak omezení analytikovy schopnosti podrobovat pacienta analýze. Analytik se musí obrnit – „vytvořit si hroší kůži, již potřebuje, aby mohl protipřenos ovládnout“.
Jelikož je protipřenos nevědomý mechanismus, musí být rozpoznán a přemožen - pokud si ho uvědomíme, zničíme ho. Proto Freud zdůrazňuje, že je třeba protipřenosovou reakci analyzovat, porozumět jí, a tím redukovat její intenzitu. Nejsilnější dojem udělá přiznání pocitů k pacientovi - ten se stane přirozeným, přátelštějším a otevřenějším. Emocionální harmonie, která potom nastává mezi lékařem a pacientem, se nazývá „raport“ termín „le rapport“ – z francouzské psychologické školy).
Příklad protipřenosu lze ilustrovat i na jedné Freudově anekdotě: „Pastor šel obrátit na víru těžce nemocného pojišťovacího agenta. Jejich rozmluva trvala velmi dlouho - když pastor konečně vyšel z pokoje, ukázalo se, že nemocný zůstal i nadále bezvěrcem, ale pastor se nechal pojistit.“

## Dva významy protipřenosu
Podle Freuda může být protipřenos vykládán buď jako terapeutova nevědomá a neurotická reakce na pacientův přenos, nebo jako ekvivalent pacientova přenosu vůči analytikovi (předpona proti- zde pouze odlišuje přenos pacienta vůči analytikovi a přenos analytika vůči pacientovi).

## Protipřenos jako obecný komunikační problém
Vše, co bylo uvedeno výše, se dá aplikovat nejen na vztahy lékař – pacient, ale i na jakoukoli komunikační situaci. V tomto článku uvádíme obecný vztah nositel – klient, kdy „nositel“ může představovat nadřízeného, rodiče, učitele, lékaře, policistu, číšníka, prodavače apod., který vystavuje „klienta“ (podřízený, dítě, pacient, zákazník apod.) svému protipřenosu.

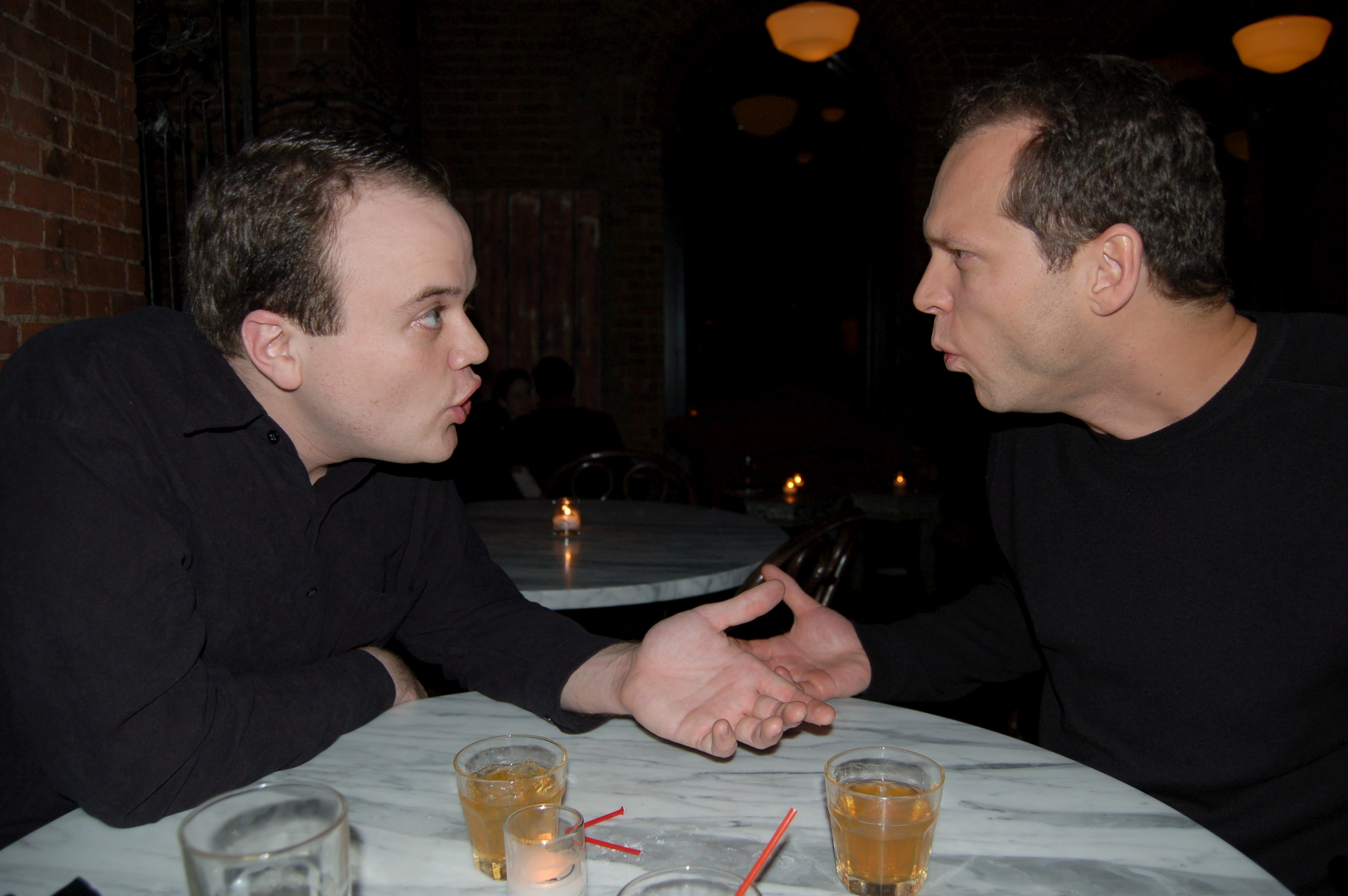
Konflikt

Obecně je jakékoli vnášení konfliktů nositele protipřenosu do komunikační situace rušivé, jelikož klient je nucen reagovat na jemu nevlastní problémy. A i zde platí, že odhalení pocitů nositele vůči klientovi je velmi důležité. Například rodiče či učitelé se často nutí do přátelských postojů vůči dětem, i když jsou neposlušné - děti jsou si však dobře vědomy narůstající negativní tenze a potřebují, aby došlo k projevu této agresivity ze strany dospělých (i když potom dítě dostane vynadáno, pociťuje úlevu).
Jádrem protipřenosu jsou zpravidla dřívější zkušenosti jeho nositele, které nebyly dostatečně zpracovány, a tudíž má nositel tendenci je projektovat do současných vztahů. Zpravidla jde o zkušenosti s významnými osobami z dětství, jako jsou rodiče, prarodiče, sourozenci či učitelé. Pokud u nositele nebyly naplněny jeho základní potřeby v těchto vztazích (bezpečí, přijetí, ocenění), nebo zažil frustraci, zraňování nebo odmítání, má tendenci vytvořit si pravidla ve vztazích k druhým lidem, která ho před dalším stresem ve vztazích chrání (ovšem za cenu menší otevřenosti v těchto vztazích). Následující vztahy pak upevňují pohled na vztahy původní, který se stává automatickým, z velké části nevědomým a nereflektovaným. Tento automatický „schematický“ pohled pak ovlivňuje chování k druhým.

## Okolnosti protipřenosu

Typy osobností

Na protipřenos má vliv mnoho skutečností. Je to především osobnost nositele - jeho rysy, lidskost, zralost či trpělivost. Záleží na tom, jaké má nositel životní preference a hodnoty, důležitá je míra jeho sebereflexe a otevřenosti. U klienta velice záleží na tom, zda je pro nositele atraktivní, či nikoli. Ne/atraktivitu klienta může nositel protipřenosu vnímat skrze jeho osobnost, vzhled, ale i postavení či konexe ve společnosti. Velký vliv na protipřenos má i rodina či vzdělání – jak už bylo řečeno výše, právě nevyřešené vztahy s rodiči či učiteli jsou velmi často příčinou problémů ve vztazích pozdějších. Na protipřenos mohou mít negativní dopad i životní situace a problémy nositele (rozvod, problémy s pojišťovnou apod.) či somatické vlivy jako jsou například nemoci nebo jen pouhá únava.

## Dělení protipřenosu
Protipřenos se může projevovat různými způsoby a zjednodušeně lze tyto projevy klasifikovat jako pozitivní (především kladné pocity ke klientovi, v myšlení a chování nositele převažují sympatie, náklonnost, podpora, ochota apod.), negativní (především negativní pocity, v myšlení a chování nositele převažují hněv, nepřátelství, zklamání, strach, podezíravost apod.) či ambivalentní (objevuje se obojí).

### Další dělení protipřenosových reakcí
V užším smyslu slova se dá mluvit o konkrétnějším dělení protipřenosových reakcí na devět typů:
- mírně pozitivní

Ve vztahu nositele a klienta v podstatě není žádný problém, dobře se jim spolupracuje a není důvod nic měnit.
- obdivující

Vztah, kdy je klient pro nositele nějakým způsobem výjimečný (krásný, originální, inteligentní apod.). Nositel ho obdivuje, někdy je jím přímo fascinován. Pro zlepšení vztahů a redukci protipřenosu by si měl nositel ujasnit vlastní postoje, jejich kořeny a vliv na jeho chování vůči klientovi.
- overprotektivní

Jak již název napovídá, nositel má pocit, že klient si sám neporadí, a tudíž že ho musí nositel sám chránit, pomáhat mu a radit, jinak se klientovi něco stane, a bude to chyba právě nositele. Vztah může dojít až do situace, kdy nositel klienta přímo řídí a vůbec ho nenechává samostatně jednat. V tomto případě by si měl nositel opět ujasnit své vlastní postoje a nechat rozhodování a plánování věcí na klientovi.
- erotické

Pokud je nositel ke klientovi sexuálně přitahován, flirtuje s ním, „nechtěně“ se ho dotýká, často s ním mluví o sexu apod., nutně si musí své chování uvědomit, přiznat si své pocity ke klientovi a pokud možno se jich zbavit, nebo je alespoň neprojevovat.
- bojácné

Tyto reakce jsou charakteristické tím, že se nositel bojí, že by mu mohl klient ublížit, vysmát se mu nebo ho odmítnout. V důsledku toho nositel pociťuje strach, úzkost, bojí se klientovi sdělit, co si doopravdy myslí. V tomto případě by měl nositel pracovat hlavně na svém sebevědomí a sebepřijetí.
- útočné

Může se stát, že klient nositele z nějakého důvodu irituje. To vede k tomu, že nositel má na klienta vztek, moralizuje a poučuje ho, bagatelizuje jeho potřeby, popřípadě na něho záměrně nemá čas. Nositel by si měl své agresivní chování uvědomit a redukovat ho.
- nedůvěřivé

Pokud nositel neví, co po něm klient chce, pociťuje obavy či napětí a spolupracuje s klientem pouze „formálně“. V takovém případě by měl nositel zpracovat své postoje a svůj vztah s klientem si vyjasnit.
- soupeřivé

V případě, že má nositel pocit, že se na něj klient vytahuje, soupeří s ním v názorech, chlubí se a předvádí a velmi špatně nese klientovy výhry. Tak jako v předchozím případě by měl nositel zpracovat své postoje vůči klientovi, popřípadě jít do přímé konfrontace s ním s cílem vyjasnit si vzájemné postoje.
- pohrdavé

Příkladem těchto reakcí je, že si nositel myslí, že klient je hlupák (slaboch, hysterický apod.) a tím pádem jím pohrdá, nudí se s ním, povyšuje se nad něj, bagatelizuje jeho potřeby a posmívá se mu. Zde je potřeba zapracovat na vzájemných mezilidských vztazích, najít příčinu nositelových pocitů a postojů a zredukovat jejich působení na klienta.